# Mihai Edrisch
Mihai Edrisch – francuski zespół screamo z Lyonu, istniejący w latach 2002–2005.

## Twórczość
W 2002 roku Mihai Edrisch koncertował z zespołami Daïtro, Simfela i Overmars. W lipcu 2003 odbył trasę po Europie Wschodniej, a we wrześniu nagrał debiutancki album L’un sans l’autre w Hiszpanii, we współpracy z Santim Garcíą. Po premierze płyty występował m.in. z Submerge, Yage, Thema 11 i Moho. Twórczość grupy porównywano do dokonań Yage, Envy i Standstill. Mihai Edrisch łączył chaotyczny hardcore z melancholią i rozpaczą, oscylując między gwałtownością a przestrzenną ekspresją. Koncerty odbywały się niemal w całkowitej ciemności, przy jedynie czerwonym oświetleniu . 

## Członkowie zespołu
- Johan Girardeau (wokal)
- Remi (gitary)
- Florian (gitara basowa i akustyczna)
- Benoit (perkusja i klawisze)

Po rozpadzie pod koniec 2005 roku członkowie Mihai Edrisch grali w innych zespołach: Daïtro i Celeste .

## Dyskografia
- 2003: L'un Sans L'autre
- 2005: Un Jour Sans Lendemain[3]